# Народная славянская медицина

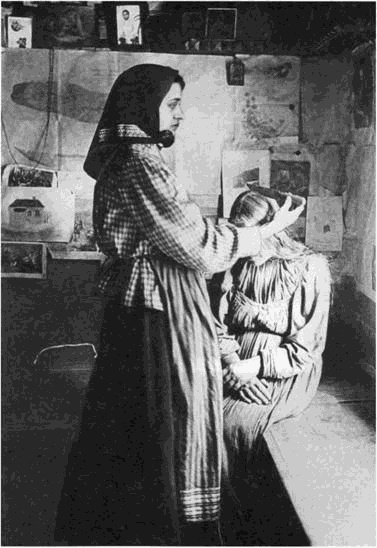
Лечение знахаркой девочки, больной припадками. 1914

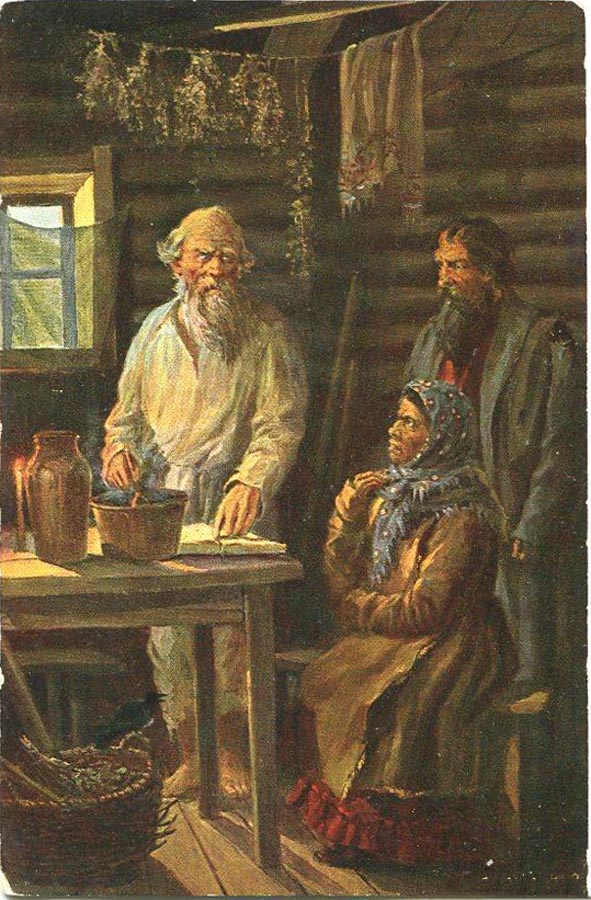
И. М. Львов. У знахаря.

Народная славянская медицина — область традиционного знания и система лечебно-профилактических приёмов славян, направленных на избавление человека от болезни и восстановление здоровья; древнейший вид профессиональной деятельности, сочетающей рациональный опыт врачевания с магической практикой изгнания, уничтожения или задабривания духа болезни (см. также Знахарство).

## Владение знаниями
Считалось, что знаниями и магическими способностями исцеления недугов владели не только знахари, но и пастухи, овчары, кузнецы; а также каждая деревенская женщина, которая усваивала определённый объём медицинских знаний и умела лечить простуду, детский плач, уроки, принимать роды.
Главная цель лечения — изгнание, удаление болезни из тела человека, для чего практиковались разнообразные способы и приёмы. Само славянское слово «врач» происходит от «врать» — то есть, заговаривать болезнь.

## Заговоры и заклинания
Народная медицина широко пользовалась вербальными средствами лечения: лекарь устрашал недуг формулами угрозы с мотивами сечения, резания, битья, сжигания и т. п. Ср. сербский приговор: «Серпом тебя рассеку, огнём тебя выжгу, по воде тебя пущу, по быстрой воде, по зелёной траве». В этих же целях применялись бранные обращения: болезнь называли злой, плохой, чёрной, лихой, врагом, предателем, уродом и т. п. Вербальные формулы могли содержать не только угрозу, но и предложение заключить «соглашение о ненападении», вступить в отношения обмена с духом болезни. Ср. заговор: «Криксы, криксы, дарую я вас хлебом-солью… даруйця мойго дзицяци добрым здоровьем и сном». Нередко вербальная формула использовалась самостоятельно, как словесный эквивалент лечебного действия. Ср. рус. смолен. «Хади, уси хваробы, с пальчикаў, сустаўчыкаў, и с кастей, и с мащей, и с буйнэй галавы, и с хрябетнай касти, и ат рятивога серца!»; серб. «Иди, болезнь, в лес, в воду, в высокие высоты, в глубокие глубины, где петух не поёт, где курица не кудахчет»; пол. «Рожа, рожа, иди прочь, пойди на мёртвое тело». См. также Заговор, Заклинание.
Действенным средством лечения считался обман болезни. Для этого больные изменяли внешний облик, измазавшись сажей, спрыскивали одежду дёгтем, притворялись умершими; уходили из дома, идя задом наперёд; прятались под корытом; писа́ли на двери: «Приходи вчера», «Такого-то нет дома, ушёл в лес». Возвращались домой с места, где совершался лечебный акт (двор, перекрёсток, берег реки, кладбище), иным путём, быстро убегая, чтобы болезнь не догнала, не оглядываясь, чтобы взглядом не позвать её с собой.
В случае эпидемий совершались обходы села, молебствия, опахивания села, разнообразные отгонные ритуалы. Для предупреждения проникновения болезни в село на её пути устраивались преграды: проводилась борозда; на дороге ставилась мельничная задвижка, разводился огромный костёр (преимущественно из хвойного леса, из можжевельника), приносилась общесельская жертва.

## Средства растительного происхождения
В народной медицине славян широко применяются лекарственные травы, отвары и настои из них, причём травы часто имеют то же название, что и болезнь: рус. колтун «вид папоротника», лихорадочная, грудная, грыжная трава, пол. kołtunowe ziele и т. п. При разных недугах носят за пазухой или за поясом зверобой (серб.); лечат детский испуг окуриванием колючими растениями (чертополохом, шиповником, можжевельником и др.) и т. п. Растения прикладывали к больным местам: ногам, рукам, к голове в качестве компрессов, накладывали свежеистолчённые листья (например, капусты) к ранам, ушибам, чирьям, порезам; ставили ветки деревьев около постели больного, полагая, что растение заберёт на себя температуру больного.

## Почитание святых-целителей
Составной частью славянской медицины является почитание святых-целителей, к которым в молитвах и заговорах обращаются с просьбой об избавлении от болезней. По поверьям, св. Илья исцеляет от кровотечения из ран, лихорадки, ночного детского плача; от головной боли, порчи, лихорадки, кровотечения, золотухи, родимчика у детей молились Иоанну Предтече; от зубной боли — св. Антипию, от лихорадки — св. Марою, св. Фотинии Самарянке; от падучей — св. Валентину, от грыжи — св. Артемию, от бесплодия — Ипатию, от родимца — св. Никите, от рожи — св. Антонию, от глазных болезней — мч. Мине (10.XII). Избавителями от многих болезней считались св. Пантелеймон, свв. Кир и Иоанн (28.VII). Кроме собственно лечебных средств, большое значение в борьбе с болезнями придавалось соблюдению многих бытовых предписаний и запретов на определённые виды работ в праздники вообще, в некоторые праздники и дни особенно. Во время тяжёлых заболеваний или приступов болезни (лихорадки, эпилепсии и др.) повсеместно запрещалось окликать больного по имени, иначе бы от этого болезнь ещё сильней «вцепилась» в человека. В день св. Игнатия, считавшийся у болгар недобрым днём, запрещалось ткать, прясть, стирать, чтобы не заболеть. У южных славян праздновались дни, посвящённые болезням: день Афанасия Ломоноса, св. Харлампия, св. Варвары и св. Саввы. Чтобы не заболели дети, женщины не работали, пекли лепёшки, мазали их мёдом и раздавали всем соседям на здоровье; в особо опасных случаях совершали жертвоприношение. В день Ивана Головосека боялись мыть голову, чтобы не вызвать колтун, перхоть или хроническую головную боль.

## Профилактика болезней
Почти все действия и приёмы, характерные для лечебной магии, использовались и в профилактических целях. Защитными мерами служат умилостивление болезни (через словесные формулы, употребление эвфемизмов), обрядовая встреча болезни, совершаемая дома, в селе, с хлебом, с мёдом, с вином, службой и жертвоприношением; принесение дара (пища, корыто, мыло, тёплая вода, шерсть); обращение с просьбой и молитвой; отправление, выпроваживание, устрашение болезни. Одним из архаических профилактических обрядов является опахивание села при заселении на новом месте и при угрозе эпидемии. Для отвращения болезни в землю закапывали в качестве жертвы ворону, петуха (бел.), обходили село и мазали все ворота дёгтем. Обрядово-магические действия профилактического характера приурочивались к канунам больших праздников (Рождество, Крещение, Чистый четверг, Страстная пятница, Пасха, Вознесение и др.). В Васильев день (первый день Нового года) совершался обряд «смывания лихоманок»: знахарки обмывали во всех домах притолоки водой, в которую подмешивали золу из семи печей и четверговую соль, что, как считалось, защищало дом на весь год от вторжения лихорадки (рус). В девятый вторник после Рождества при угрозе эпидемии или для охраны здоровья все жители села пролезали под корнями деревьев (ю.-слав.). В день св. Юрия кусок железа закапывали под порог, чтобы у всех переступивших его были здоровые ноги; с этой же целью в Сочельник, на Новый год, в Страстной четверг утром вставали на железо (лемех, цепь).
В качестве профилактического средства от всех болезней использовали юрьевскую росу: ею умывались, по ней катались, раздевшись донага. Особенно популярным у славян было купание в воде, зимой (на Крещение), весной (на Благовещение, в Чистый четверг, в Страстную пятницу), летом (в Юрьев день, на Ивана Купалу); первой водой из нового колодца мыли детей (архангел.). См. также Здоровье.
Некоторые специальные действия производились для предупреждения определённой болезни, например, для предупреждения испуга мать, раздевшись, перешагивала три раза через люльку спящего ребёнка (серб., болг.), в колыбель втыкали булавку, иголку (полес.); над головами детей разламывали две спекшиеся буханки (брест.), надевали рубашку задом наперёд или вывернув наизнанку (в.-слав.); от бессонницы детям клали под голову нож в чёрных ножнах (серб.), шкурку зайца (пол.): чтобы не случилось падучей, мать обходила ребёнка с мотовилом в руках (болг.). Во время первого грома прикладывали к голове железо или камень, чтобы не страдать от головной боли целый год (в.-слав.). Женщины, отправляясь на зажинки, проползали под забором, касаясь спиной верхней перекладины, чтобы не болела поясница при жатве (рус.). С этой же целью после уборки урожая кувыркались через голову на новой стерне.
Для предупреждения болезней прибегали к помощи растений-апотропеев (с сильным запахом, острым вкусом, колючие, жгучие): чеснок, лук ели в больших количествах, носили в одежде, вешали у постели детей, над входом в дом; затыкали по границам «своего» пространства, втыкали в ворота, в двери ветки шиповника, тиса, боярышника, можжевельника; у входа в дом прикрепляли венки из 9-и, 12-и трав, освящённых в праздники Божьего Тела, Успения; освящённый базилик держали в комнате на столе. Дымом этих растений окуривали помещение, чтобы не допустить болезнь в дом.